# Me, live!
Me, live! è un album live di Adriano Celentano, pubblicato nel 1979.

## Il disco
È il suo primo album dal vivo, ed è stato registrato domenica 7 agosto 1977 allo Stadio "Dino Manuzzi" di Cesena. L'album è stato ristampato su CD come Il concerto di Adriano.

## Tracce
1. Taparara
2. Pregherò
3. Bellissima
4. Presentazione orchestra
5. When Love......
6. Un albero di 30 piani
7. A woman in love
8. Rock Around the Clock
9. Il pallone da basket
10. Storia d'amore
11. Il ragazzo della via Gluck
12. Svalutation
13. Azzurro
14. Kiss Me Good-Bye
15. (Parlato) Aih! Aih! Rock
16. Rip It Up
17. Prisencolinensinainciusol
18. Ciao ragazzi